# Niekrasowo (rejon wołogodzki)
Niekrasowo (ros. Некрасово) – wieś w Rosji, w rejonie wołogodzkim obwodu wołogodzkiego. W 2010 r. liczyła 8 mieszkańców.